# Ab uno disces omnis

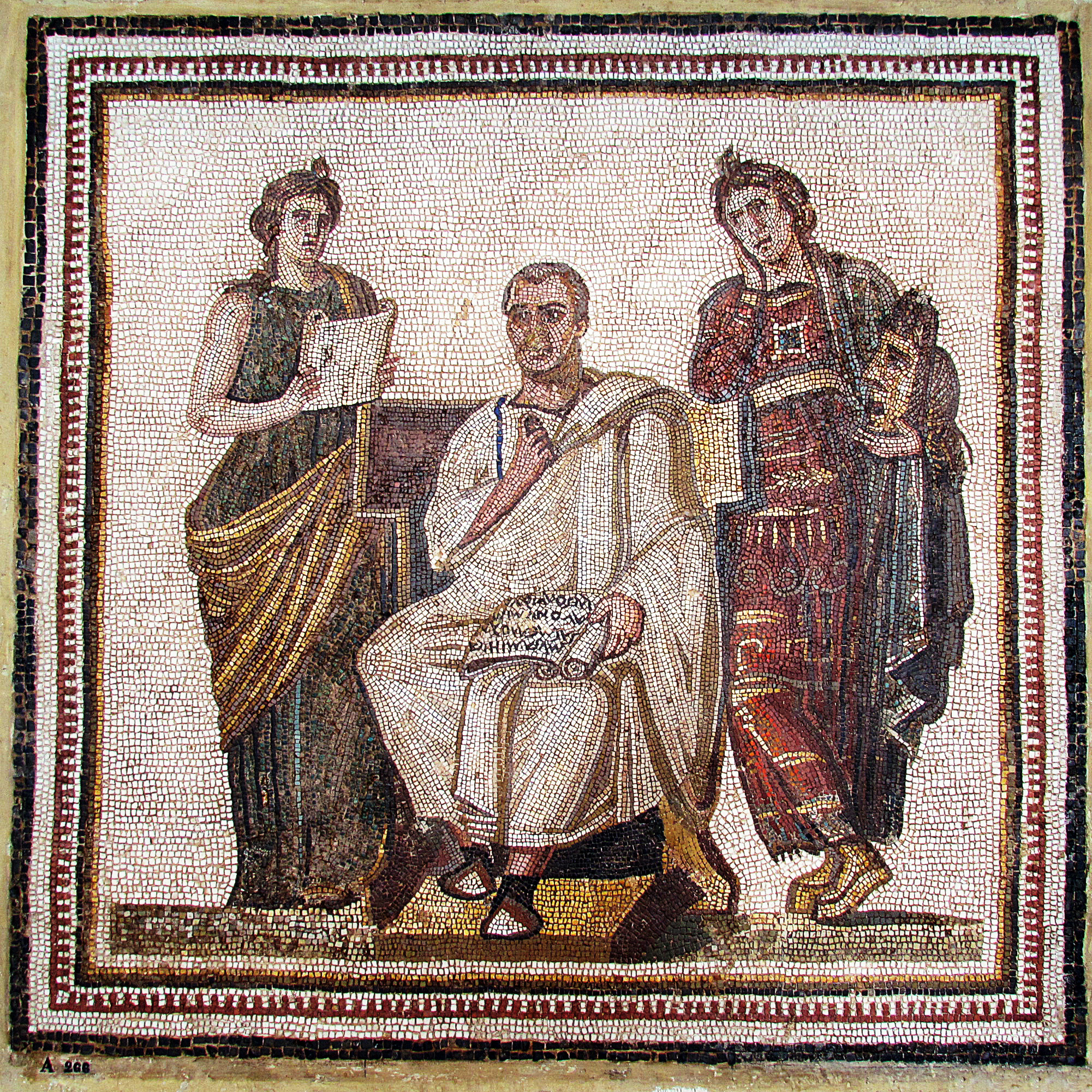
Virgilio con lEneide tra Clio e Melpomene (Museo nazionale del Bardo, Tunisi)

L'espressione latina [crimine] ab uno disces omnes (lett. da un solo [crimine] li conoscerai tutti) è l'amara constatazione di Enea nell'Eneide di Virgilio (Eneide 2, 65-66).
Il secondo libro del poema si apre con il racconto dell'esule Enea sulla caduta della città di Troia.
Egli narra che i Troiani, dopo aver visto allontanarsi le navi greche, aprirono le porte della città e trovarono sul lido un enorme cavallo di legno, dono dei Greci a Pallade Atena. Entusiasti, decisero di portarlo dentro le mura, senza ascoltare i prudenti pareri dei saggi che sconsigliavano una simile azione ("Timeo Danaos et dona ferentes" - lett. "Temo i Greci anche se recano doni" - dice l'inascoltato sacerdote di Apollo Laocoonte).
A confermare i Troiani nella loro scelta, contribuirono poi anche le false parole di Sinone, un prigioniero di origine greca, che, fingendosi un perseguitato dai suoi stessi compagni, dichiarò che se qualcuno avesse compiuto una qualsiasi azione sacrilega ai danni del cavallo avrebbe provocato la rovina di tutti i Greci.
L'affermazione di Enea, ben consapevole di come le cose siano andate diversamente e di come l'astuzia dei nemici e l'inganno di Sinone abbiano portato alla rovina di Troia, è di certo condivisibile da un punto di vista emotivo e artistico, ma non da uno razionale. Si tratta infatti di una generalizzazione induttiva (dal caso particolare alla legge universale) molto comune ai nostri giorni, ma che resta un processo arbitrario non raccomandabile.